# Stillehavsmunkesæl
Stillehavsmunkesælen, Neomonachus schauinslandi er en ægte sæl (familie Phocidae), endemisk for Hawaii. Det er den ene af to tilbageværende arter af munkesæler, hvor middelhavsmunkesælen er den anden. En tredje art, karibisk munkesæl, uddøde i 1950-erne. Stillehavsmunkesæl er den eneste sæl, der forekommer omkring Hawaii. Bestanden er anslået til ca. 1.400 individer og er truet af menneskelige aktiviteter. Tidligere var bestanden langt større, men blev reduceret betydeligt ved jagt, på grund af skindet.